# Chołmok (obwód smoleński)
Chołmok (ros. Холмок) – wieś (ros. деревня, trb. dieriewnia) w zachodniej Rosji, na osiedlu wiejskim Czistikowskoje w rejonie rudniańskim (obwód smoleński.

## Geografia
Miejscowość położona jest nad Olszanką, przy drodze regionalnej 66N-1628 (66N-1611 / Leszno – Molewo), 5,5 km od drogi federalnej R120 (Orzeł – Briańsk – Smoleńsk – granica z Białorusią), 5,5 km od najbliższego przystanku kolejowego (439 km), 8 km od centrum administracyjnego osiedla wiejskiego (Czistik), 15 km od centrum administracyjnego rejonu (Rudnia), 50 km od Smoleńska.

## Demografia
W 2010 r. miejscowość zamieszkiwały 4 osoby.

## Historia
W czasie II wojny światowej od lipca 1941 roku miejscowość była okupowana przez hitlerowców. Wyzwolenie nastąpiło w październiku 1943 roku.